# Логическая ошибка
Логическая ошибка в логике, философии и прочих науках, изучающих познание, — ошибка, связанная с нарушением логической правильности умозаключений. Ошибочность обусловлена каким-либо логическим недочётом в доказательстве, что делает доказательство в целом неверным.
Логическая уловка — сознательное использование логических ошибок для введения в заблуждение, сокрытия истины.

## Виды логических ошибок

### Подмена тезиса
Подмена тезиса (лат. ignoratio elenchi) — логическая ошибка в доказательстве, состоящая в том, что, начав доказывать либо опровергать некоторый тезис, в ходе доказательства переходят к доказательству или опровержению другого тезиса, сходного с оригиналом, но имеющего другое значение. Частным случаем является «соломенное чучело» — приём, который заключается в демонстративном опровержении утверждений оппонента, которых тот на самом деле и не делал.

### Предвосхищение основания
Предвосхищение основания (лат. petitio principii) — логическая ошибка, которая заключается в том, что в качестве аргументов используются недоказанные, как правило, произвольно взятые положения. В споре ссылаются на слухи, ходячие мнения, высказанные кем-то предположения или даже на собственный вымысел, выдавая их за аргументы, якобы обосновывающие тезис. В действительности же доброкачественность таких доводов лишь предвосхищается, но не устанавливается с несомненностью.
Обычно подобные лжеаргументы сопровождаются фразами: «Как абсолютно всем известно…», «Кто же будет спорить с тем, что…», «Аксиомой является то, что…», «Само собой разумеется, что…», «Каждому известно, что…», дабы рассеять возможные сомнения у простого слушателя. В более узких областях могут быть использованы фразы вида «Учёные установили...», «Доктора рекомендуют...», «Источник из ближайшего окружения сообщает...» и тому подобные.

### Мнимая логическая связь
Мнимая логическая связь (лат. non sequitur) — логическая уловка, при которой предоставленный довод не связан с заключением. Оба тезиса на деле могут быть истинными, но первый тезис никак не доказывает утверждение второго тезиса.

### Ошибка выборки
Систематическая ошибка отбора или ошибка выборки — ошибка, при которой на основании неподходящей выборки делается вывод обо всём множестве. Выборочное представление фактов может быть как умышленным, так и неумышленным.
Известным частным случаем является сверхобобщение — логическая ошибка, при которой вывод о явлении в целом делается на основе единичного факта либо на основе крайне малого количества фактов. Например:
- «Вася опять не убрал свою комнату» → «Все мальчики такие неряхи»;
- «Вчера моя начальница сделала мне необоснованный выговор» → «Все женщины — некомпетентные руководители».

Если неподходящая выборка в таком случае основана на чьём-либо субъективном личном опыте, такой тип ошибки называется опорой на анекдотическое свидетельство, например: «Я курю много лет и не заболел раком. Значит, курение не провоцирует рак».
Другим известным частным случаем ошибки отбора является систематическая ошибка выжившего, при которой по одной группе объектов (условно называемых «выжившие») данных много, а по другой («погибшие») — практически нет. В результате исследователи пытаются искать общие черты среди «выживших» и упускают из вида, что не менее важная информация скрывается среди «погибших».

### После этого — значит по причине этого
«После этого — значит, по причине этого» (лат. post hoc ergo propter hoc) — логическая ошибка, при которой причинно-следственная связь отождествляется с хронологической, временной: «Если событие X произошло после события Y, значит, событие Y является причиной события X». При этом не допускается ни возможность случайного совпадения, ни наличие какого-либо фактора, воздействующего на события по отдельности.
Например, из утверждения «Через какое-то время после вакцинации человек умер» нельзя вывести, что смерть произошла из-за вакцинации. На здоровье человека влияет множество факторов, которые игнорируют люди, ошибочно воспринимающие хронологическую последовательность как причинно-следственную связь.
Сходной ошибкой является утверждение существования причинно-следственной связи между событиями, совпавшими по времени: «Вместе с этим — значит вследствие этого» (лат. Cum hoc ergo propter hoc).

### Корреляция как причинно-следственная связь

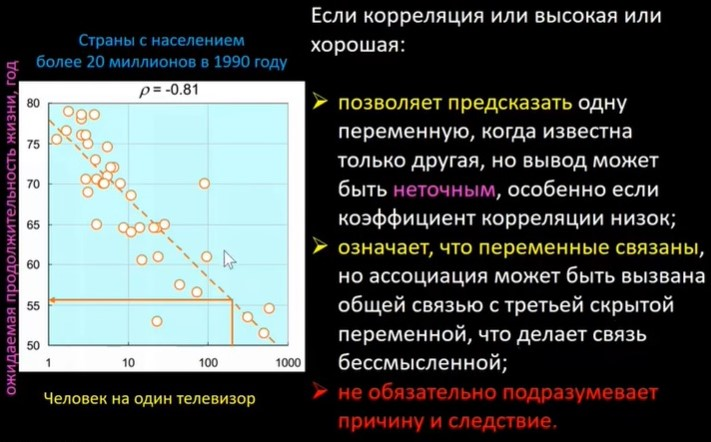
Корреляция между количеством телевизоров и продолжительностью жизни в стране не означает причинно-следственной связи между этими параметрами, так как они – следствие уровня экономического благополучия.

Корреляция между параметрами не является доказательством того, что один из параметров как-то влияет на другой, так как корреляция может быть случайным совпадением либо следствием влияния на оба параметра третьего, неучтённого параметра. Примером случайного совпадения может быть корреляция между количеством фильмов с Николасом Кейджем и смертностью от падения в бассейн. Примером влияния третьего фактора является корреляция между продажей мороженого и продажей солнцезащитных очков, вызванная жаркой солнечной погодой.
И даже если взаимосвязь параметров доказана, необходимо установить, какой из параметров является причиной, а какой — следствием. Так, из взаимосвязи между скоростью вращения крыльев ветряной мельницы и скоростью ветра не следует, что именно крылья мельницы являются причиной движения воздуха.

### То же посредством того же
«То же посредством того же» (от лат. idem per idem) — логическая ошибка, при которой в определение или в доказательство незаметно вводится сам доказываемый тезис или определяемое понятие.

— Мужчина называется мужчиной потому, что он мужественный.

— Вода называется водой потому, что она водянистая, — вставил Яша Полонский.
— Анатолий Рыбаков, «Выстрел»
- «В чём причина того, что опиум действует усыпляюще? Отвечаю: она в том, что опиум обладает способностью усыплять»
- «Автор ворует чужие идеи, так как он плагиатор»
- «Вода мокрая, так как она влажная»
- «Певицу Б. любят множество людей, потому что она очень популярна».

### Использование принципиально неопровержимых утверждений
Логическая ошибка, заключающаяся в использовании в качестве аргумента утверждения, которое принципиально невозможно формально верифицировать.

### Ложная аналогия
Создание аналогии между двумя объектами на основе сходства некоторых (часто незначительных) признаков при игнорировании значительных или даже принципиальных различий. Например, немецкие учёные К. Фохт и Л. Бюхнер, будучи вульгарными материалистами, утверждали, что «мозг выделяет мысль, как печень выделяет желчь».
Создатель ложной аналогии между объектами затем распространяет нужные ему свойства одного объекта на другой, делая тем самым ложное заключение по шаблону «Объекты A и B обладают свойством X; тогда раз A обладает свойством Y, то и B обладает свойством Y».
Примеры:
- Римская империя распалась, значит и СССР должен был распасться.
- Ты программист и работаешь с компьютерами, как и системные администраторы, значит должен уметь починить или собрать компьютер.

### Особые случаи
- апелляция к личности оппонента, а не к его доводам (argumentum ad hominem)
  - переход на личности (ad personam): обсуждаются личные свойства человека — внешний вид человека, его национальность, пол, возраст, интеллект, образование, политические взгляды, предпринимаются попытки оскорблений, и из этого делается вывод, что тезис оппонента неверный.
  - поиск обстоятельств, заставляющих оппонента выдвигать данный тезис (circumstantiae). Пример: «Вы говорите так, потому что хотите произвести впечатление на публику, поэтому ваш тезис неверен». С точки зрения логики, достоверность тезиса не зависит от мотивов высказавшего тезис, а зависит от объективной реальности. Вне зависимости от мотивов человека, тезис будет верен или неверен в той степени, в которой он доказан фактами и логикой.
  - указание на то, что оппонент сам поступает вопреки своим доводам: (tu quoque): «Вы сами курите, поэтому ваши доводы о вреде курения неверны».
  - нахождение легко критикуемого единомышленника (reductio ad Hitlerum): «Гитлер тоже был вегетарианцем!».
- апелляция к большинству (argumentum ad populum): «Все вокруг считают так, следовательно, это верно».
- апелляция к авторитету (argumentum ad verecundiam): «Это мнение принадлежит авторитету, разве вы его не уважаете?». Используется и в обратную сторону: «Это мнение высказывал Гитлер, Вы что, согласны с Гитлером?»

- апелляция к традиции (argumentum ad antiquitatem): «Так считается с древнейших времён, потому это верно». Также работает и в обратную сторону: «Так считали в древности, вы хотите вернуть древность».

- апелляция к эмоциям, также называется аргументом к страсти (argumentum ad passiones), основана на манипулировании эмоциями, а не на использовании рациональной логической аргументации: «Подумайте о детях!».
  - апелляция к страху или аргумент с позиции силы (argumentum ad baculum): «Если вы не согласитесь, с вами произойдёт что-то плохое».
  - апелляция к милосердию (argumentum ad misericordiam): «Если вы не согласитесь с моим мнением, то разрушите мне всю жизнь».
  - выдача желаемого за действительное: «Я хочу, чтобы так было, значит, так и есть».

- апелляция к незнанию; отсутствие доказательств чего-то считается доказательством обратного (argumentum ad ignorantiam): «Привидения существуют, так как никто не доказал, что их нет».
- «аргумент к тошноте» (argumentum ad nauseam), повторение тезиса (возможно, разными людьми) до тех пор, пока другая сторона не потеряет интерес к его оспариванию.
- апелляция к личному опыту (анекдотическое свидетельство): «Мне это лекарство помогло, значит, всем поможет».
- апелляция к природе (лат. argumentum ad Naturam): «Это неестественно, значит, это плохо».

## Словесные уловки
Аристотель в книге «О софистических опровержениях» выделяет шесть видов «софистических опровержений», основанных на неправильном употреблении словесных выражений:
- Одноимённость (омонимия): например, слово «лук» может означать растение и оружие.
- Двусмысленность (амфиболия): выражение в целом двусмысленно и может толковаться в обе стороны, например, «день сменяет ночь» или «казнить нельзя помиловать». Амфиболия может основываться и на омонимии, порождая такие выражения, как «он прослушал лекцию».
- Соединение (оксюморон): сочетание несочетаемого, противоречащая себе фраза, например, «звонкая тишина», «знойный мороз».
- Разъединение: разделение целого на части и приписывание целому свойств частей. Например, «Пять — это три плюс два, три — нечётное число, два — чётное, значит, пять — чётное и нечётное число одновременно».
- Ударение или произношение: логические ошибки, построенные на неверном произношении или ударении (например, за́мок и замо́к; больша́я или бо́льшая часть). Для русского языка эта проблема менее актуальна, чем для греческого.
- Форма выражения: ошибки, связанные с формой выражения — подменой мужского рода женским и наоборот, подменой среднего рода мужским или женским за счёт одинаковости окончаний; или подменой качества количеством и наоборот; отождествления результата с процессом, состояния — с действием и т. п.

### Эквивокация
Эквивокация — ошибка, заключающаяся в использовании одного и того же слова в разных значениях в одном рассуждении. Частный случай — учетверение терминов.
Например:
- «Он — старый морской волк. Волки живут в лесу. Значит, он живёт в лесу». В первой посылке слово «волк» используется в качестве метафоры, а во второй посылке — в прямом значении.
- «Все вулканы — горы. Все гейзеры — вулканы. Следовательно, все гейзеры — горы». В первой посылке слово «вулканы» обозначает «горы, из которых изливается огнедышащая магма», а во второй посылке этим же словом «вулканы» обозначено всякое извержение из недр Земли.